# Wærmund (évêque de Worcester)
Pour les articles homonymes, voir Wærmund.
Wærmund est un prélat anglo-saxon de la fin du VIIIe siècle devenu évêque de Worcester.

## Biographie
Wærmund est consacré évêque de Worcester en 775 et meurt en 777.